# Гермонасса

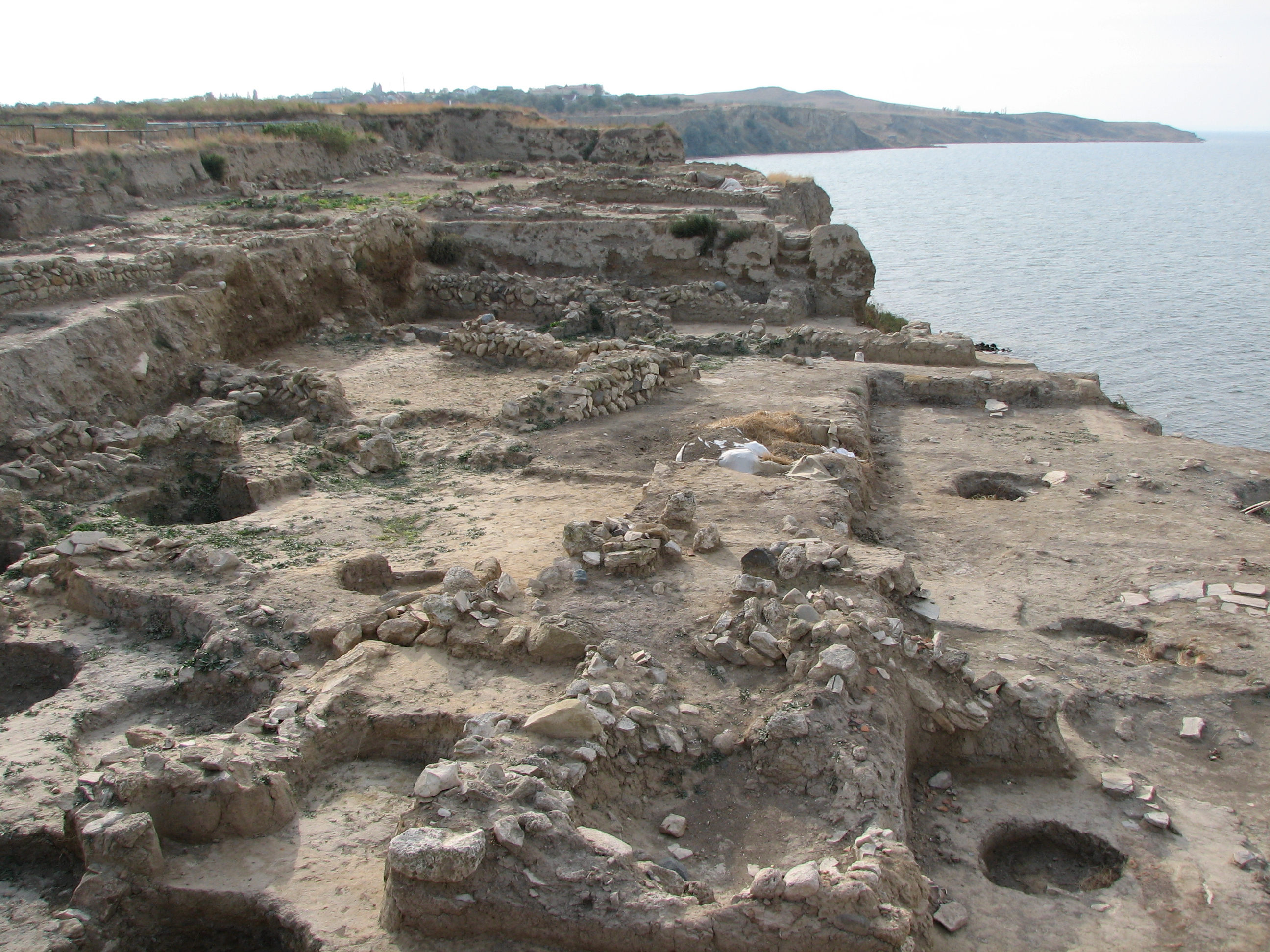
Раскопки Гермонассы

Гермонасса (др.-греч. Ἑρμώνασσα) — древний греко-синдский город на Таманском полуострове, находившийся на территории нынешнего Археологического комплекса «Гермонасса-Тмутаракань».

Гермонасса в составе греческих колоний Причерноморья

## История
Древнее поселение возникло в первой половине VI века до н. э. Город Гермонасса возник не позднее конца VI века до н. э. и в дальнейшем практически без перерывов существовал в последующие исторические эпохи, меняя размеры и названия. В IV веке до н. э. одновременно с Синдикой Гермонасса вошла в состав Боспорского государства.
Колония была основана в области изначального проживания меотов и синдов, которая тогда именовалась Синдикой, предположительно на месте современной станицы Тамань Краснодарского края — на обширном береговом плато, сейчас частично разрушенном регулярными обвалами берегов. Сведений, что Гермонасса входила в Синдику, не имеется; возможно, она имела двойное греко-синдское подчинение.
В первые века н. э. через Гермонассу велись торговые отношения Боспора с аланами.
Раскопки городища получили мировую известность. В ходе их были найдены 1) обломки мраморного фриза с изображением гигантов, принадлежавшего храму Афродиты; 2) клад золотых боспорских монет IV в. до н. э.; 3) в курганном некрополе обнаружен мраморный саркофаг IV в. до н. э., воспроизводящий форму греческого храма.

### Происхождение  Гермонассы
Согласно Арриану в основании города приняли участие греки-эоляне под предводительством Семандра из Митилены, после смерти которого в нём стала править его вдова, Гермонасса. По её имени и назвали город. По Дионисию в этом участвовали греки-ионийцы Гермона, в честь которого колония и получила своё название. Согласно В. Д. Блаватскому Археанактиды (первые правители Боспора) происходили из знатного митиленского рода, переселившегося в Гермонассу. Название его может означать и «Гермесов (то есть торговый) остров» (др.-греч. Ἑρμαῖος νῆσος; дор. νᾶσος «остров»).

## История исследования и раскопок
- И. Б. Зеест в 1952 г., 1955—1957 гг. и 1965—1970 гг.
- А. К. Коровина в 1971—1988 гг.
- С. И. Финогенова в 1989—2007 гг.
- Т. А. Ильина с 2007 г.

### Исследования города
В ходе археологических исследований установлено, что 1) культурный слой городища местами достигает 12 метров; 2) с момента основания в городе уже были каменные постройки, причём дома имели печи, хозяйственные ямы и зерновые хранилища (есть остатки зерна пшеницы и ячменя); 3) основными типами домов были одно- и двухэтажные постройки, крытые черепицей или камкой (сухой морской травой); 4) дома возводились на каменном цоколе и имели цемянковые полы; 5) многие строения колонии, просуществовав 50-100 лет, в дальнейшем перестраивались; 6) одни и те же каменные блоки многократно использовались иногда в течение нескольких столетий; 7) среди находок выделяются каменные мерные сосуды-ойнохои, на одной из которых вырезано клеймо с именем Аполлодора; 8) найдены обломки расписных ваз VI в. до н. э.; 9) в одном месте открыт горелый слой, насыщенный керамикой, среди которой много краснолаковых чаш, мисок и блюд 3-го века до н. э.

## Некрополь Гермонассы
Некрополь Гермонассы расположен к западу, юго-западу и юго-востоку от городища и состоит из множества курганных захоронений и могильников (в радиусе 5—6 км), связанных с тремя главными древними дорогами, около которых они образовывались и разрастались. Наиболее обширный — Западный грунтовый могильник — протяженность около 2 км: от небольшой балки, ограничивающей центральную часть городища с запада (Коровий брод) до кургана Тамань 21 (Острый) и бывшей ПТФ, расположенной в 0,3 км от Лысой горы, у склона широкой и глубокой балки, выходящей к Таманскому заливу. Могильник занимает береговую полосу и прибрежную часть станицы между ул. Лебедева и береговыми обрывами.
Находки из некрополя Гермонассы составляют гордость мировых коллекций и являются экспонатами Государственного исторического музея и Золотой кладовой Эрмитажа.

### Погребальный обряд
- 6-5 век до н. э. — положение умершего головой на восток, иногда с поджатыми ногами.
- 3 век до н. э. — появляются склепы, захоронения детей в амфорах.
- 2 век до н. э. — могилы с подбоями.
- Преобладают захоронения в грунтовых ямах. Встречаются сырцовые гробницы и перекрытия могил накатом из бревен.

### Исследователи некрополя
- Шкорпил В. B., 1912 г.
- Миллер А. А., 1931 г. (открыто 4 античные могилы).
- Гайдукевич В. Ф., 1938 и 1940 гг. (открыто 16 могил, преимущественно VI—V вв. до н. э.).

## Разное
Администрация Краснодарского края планирует «празднование 2600-летия Гермонасса — Тмутаракани — Тамани» и сообщает, что «из краевого бюджета было выделено 160 миллионов рублей на реконструкцию музейного комплекса в Тамани».